# Décembre 1948

## Évènements
- 1er décembre : Abdallah organise un congrès de notables palestiniens à Jéricho qui vote l’union entre la Jordanie et la Cisjordanie.

- 2 décembre : premier vol du Beechcraft Model 45, prototype du T-34 Mentor.

- 5 décembre : victoire des sociaux-démocrates aux élections municipales dans les trois secteurs occidentaux de Berlin. Les communistes appelaient au boycottage.

- 7 décembre : au Canada, l'Union nationale du Québec remporte sans opposition l'élection partielle de Brome, le parti libéral du Québec n'y ayant pas présenté de candidat[1].

- 9 décembre : 
  - convention pour la prévention et la répression du crime de génocide (adoptée par l'Assemblée générale des Nations unies).
  - Discours d'Eleanor Roosevelt sur la Déclaration universelle des droits de l'homme[2].

- 10 décembre :
  - L'Assemblée générale des Nations unies, réunie à Paris, adopte la Déclaration universelle des droits de l'homme[3].
  - Le chimiste suisse Paul Hermann Müller, inventeur de l’insecticide DDT, reçoit le Prix Nobel de médecine.

- 14 décembre : en République populaire de Pologne, Socialistes et communistes fusionnent pour former le Parti ouvrier unifié polonais (POUP).

- 15 décembre :
  - Au Canada, à la suite de la mort de Jonathan Robinson, Charles Daniel French le remplace au ministère des Mines. Antoine Rivard devient ministre d'État[4].
  - Mise en route au fort de Châtillon de Zoé, la première pile atomique française dont la construction a été dirigé par Frédéric Joliot-Curie.
  - Coup d’État au Salvador. Dictature de Manuel de Jesús Córdova.

- 16 décembre : le projet Sign, première étude scientifique officielle de l'US Air Force sur les OVNI, est dissout.

- 19 décembre : deuxième opération de police. Ignorant les lignes de cessez-le-feu de l’ONU, les Néerlandais attaquent à nouveau la République indonésienne, capturant sa capitale Yogyakarta, arrêtant et exilant la plupart de ses hauts dirigeants, y compris Soekarno et Hatta. Malgré le succès de l’attaque néerlandaise, la résistance de la guérilla républicaine et la pression de la communauté internationale (Ceylan, Inde, Pakistan) forcent les Néerlandais à transiger.

- 27 décembre : arrestation du cardinal József Mindszenty, primat catholique de Hongrie.

## Naissances

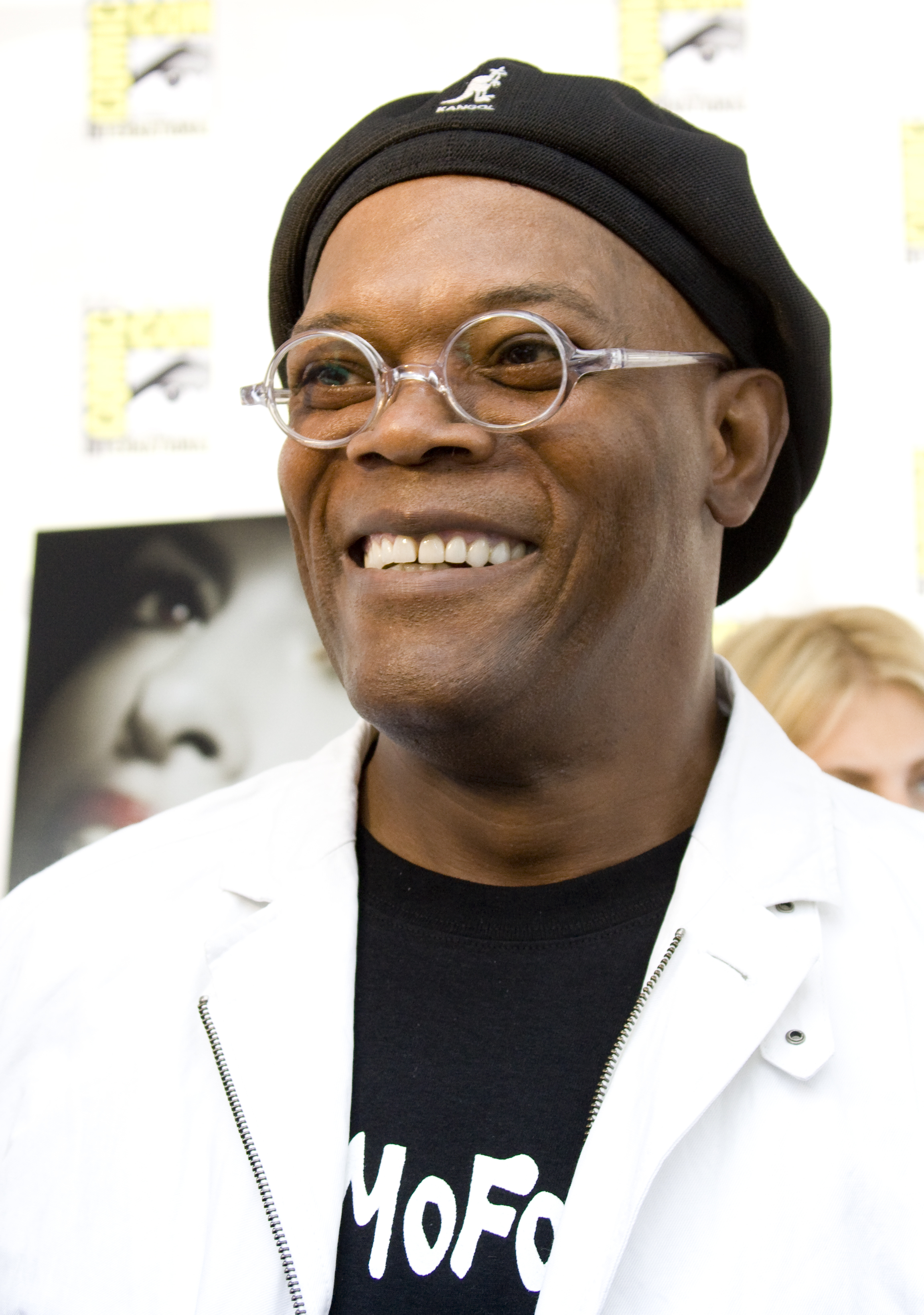
Samuel Leroy Jackson, né le 21 décembre

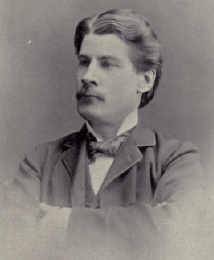
Philippe-Auguste Choquette, décédé le 20 décembre

- 1er décembre : Philippe Flajolet, informaticien français.
- 2 décembre : Antonín Panenka, footballeur tchécoslovaque
- 3 décembre :
  - Patrick Cousot, informaticien français.
  - Ozzy Osbourne, chanteur de Black Sabbath († 22 juillet 2025).
- 4 décembre : Danièle Hazan, actrice française de doublage († 12 février 2024).
- 6 décembre : 
  - Keke Rosberg, pilote automobile finlandais, champion du monde de Formule 1, en 1982.
  - Yoshihide Suga, homme politique japonais.
- 10 décembre : Simon Durivage, journaliste québécois.
- 11 décembre : Chantal Neuwirth, actrice française.
- 12 décembre : Marcelo Rebelo de Sousa, juriste et homme d'État portugais, président du Portugal depuis 2016.
- 17 décembre : Alain Prochiantz, neurobiologiste français, professeur au Collège de France.
- 18 décembre : 
  - Mimmo Paladino, peintre et sculpteur italien.
  - Laurent Voulzy, chanteur français.
- 20 décembre : Francis Chouat, homme politique français († 27 juillet 2024).
- 21 décembre : Samuel L. Jackson, acteur américain.
- 23 décembre : 
  - Mehdi Attar-Ashrafi, haltérophile iranien († 9 janvier 2021).
  - Jack Ham, joueur américain de football américain.
- 24 décembre :
  - Neal Koblitz, mathématicien américain.
  - Michel Robert, cavalier français
- 25 décembre :
  - Gérard Berry, informaticien français.
  - Noël Mamère journaliste et homme politique français.
- 27 décembre : Gérard Depardieu, acteur, chanteur, réalisateur, producteur de cinéma, de télévision et de théâtre français.
- 30 décembre : Pierre Blais, homme politique québécois
- 31 décembre : Viktor M. Afanasyev, cosmonaute russe.

## Décès
- 13 décembre : Louis Rapkine (né en 1904), biochimiste français d'origine russe.
- 18 décembre : William Edge, homme politique britannique (° 21 novembre 1880).
- 20 décembre : Philippe-Auguste Choquette, homme de loi québécois